# Pulchranemella setosa
Pulchranemella setosa är en rundmaskart som beskrevs av Nathan Augustus Cobb 1933. Pulchranemella setosa ingår i släktet Pulchranemella och familjen Monhysteridae. Inga underarter finns listade i Catalogue of Life.